# Werbig (Bad Belzig)
Werbig ist ein Ortsteil der Kreisstadt Bad Belzig im Landkreis Potsdam-Mittelmark in Brandenburg.

## Geografie
Der Ort liegt zehn Kilometer nordwestlich von Bad Belzig. Die Nachbarorte sind Egelinde im Norden, Verlorenwasser und Weitzgrund im Nordosten, Lübnitz, Steindorf und Schmerwitz im Südosten, Benken im Süden, Wohnheim und Dangelsdorf im Südwesten sowie Nonnenheide, Dahlen und Hohenspringe im Nordwesten.

## Geschichte
Im Landbuch der Mark Brandenburg von 1375 erschien Werbik. Das Hufenland umfasste 30 Hufen, davon 2 freie Pfarrhufen. Jede Abgabenpflichtige zahlte für die Pacht je 3 Scheffel Roggen und Hafer, für den Zins 1 Schilling an Pfennig sowie das ganze Dorf für die Bede 3 Vierdung (= 1⁄4 Zählmark) minus 1 Lot (= 1⁄16 Zählmark). Zusätzlich gab jede Hufe je 1⁄2 Scheffel Roggen und Hafer. Die Hebungen flossen an Gerhard von Beeren samt Bruder, die Kalandsbruderschaft in Görzke, Eghard Schilling und den Markgrafen von Brandenburg. Für Letzteren enthielt das Stadtregister Görzke die Details – 1⁄2 Schock an Böhmischen Groschen, den Grundzehnt vom Jungvieh sowie von jedem Haus 1 Rauchhuhn.
Anno 1453 gehörte die Ortschaft deren von Brandt aus Wiesenburg/Mark. Sie nutzten die Gemarkung erfolgreich für die Schäferei; 1568 lebten bereits 20 Bauern mit ihren Familien im Dorf. Im Dreißigjährigen Krieg stark zerstört, mussten die Einwohner den Ort vollständig neu aufbauen. 1760 errichtete die Kirchengemeinde einen Sakralbau. Aus dem Jahr 1782 sind 29 Haushalte mit 148 Einwohnern überliefert.

## Politik
Der Ortsbeirat besteht im Jahr 2018 aus der Ortsvorsteherin Kerstin Zurek. Stellvertreterin ist Eveline Hahn sowie als drittes Mitglied Anita Mehlhaase.

## Sehenswürdigkeit
Die Dorfkirche Werbig entstand als Feldsteinkirche im Mittelalter und wurde mehrfach baulich verändert. Im Innenraum findet sich eine Hufeisenempore.

## Persönlichkeiten
- Dirk-Alexander Grams (* 1957), Maler, lebt in Werbig[6]

- Árpád von Nahodyl Neményi (* 1958), Autor, lebt in Werbig[7]